# Мокра (Україна)
Мокра — село в Україні, у Тур'є-Реметівській сільській громаді Ужгородського району Закарпатської області. Населення — 353 особи (станом на 2001 рік). Поряд з офіційною назвою вживається народна форма — Мокре. До 2020 року орган місцевого самоврядування — Порошківська сільська рада.

## Географічне розташування
Село Мокра розташоване на півночі від обласного центру, фізична відстань до Києва — 577,8 км. Площа — 7,78 км². Селом тече струмок Боршуцин.

## Історія
Мокра — важається найдавнішим селом Турянської долини, яке засноване у XII столітті. Декілька разів змінювалось його місце розташування. Спершу хати були на пагорбах, згодом були переміщені у видолинок. Село мало два водяні млини. У 1567 році усі селяни, крім шолтеса покинули цю місцевість.
- 1599 рік — зафіксовані два кріпацькі двори і обійстя шолтеса.
- 1715 рік — оподатковано шість господарств.
- 1947 рік — село увійшло до складу новоутвореного Перечинського району.
- 1983 рік — селяни непомітно, за одну ніч, розібрали стару дерев'яну каплицю-дзвіницю, зібрали будівельний матеріал та збудували малу муровану церкву, подібну формами до розібраної. У компартійних органах влади зчинився переполох, але церкву не зруйнували, зареєструвавши її як дім ритуальних послуг. Зі старої каплиці перенесено два дзвони, один з яких відлитий Ф. Еґрі у 1923 році (імовірно, тоді споруджена дерев'яна каплиця), а другий — ужгородською фірмою «Акорд» у 1938 році. Невелику муровану церкву Вознесіння Господнього збудовано підпільно за одну ніч. Вежу було вкрито шатровим дахом зі старої дерев'яної каплиці-дзвіниці.
- 1991 рік — відновлена греко-католицька громада, а церква стала належити православним.
- 1997—1999 роки — споруджено храм св. Петра і Павла, який існує понині. У 1997 році місцевий майстер Іван Великий розпочав спорудження нової цегляної церкви. До його бригади увійшли Петро Шикула, Юрій Мошак, Вакула Петро, Юрій Кривка, Іван Гурела, Юрій Стегура, Василь Шахайда. Допомога прийшла й від організацій, очолюваних вихідцями з села. Малювання виконав художник Юрій Мошак. Велику роль в організації спорудження відіграла Віра Либак. 5 вересня 1999 року відбулося освячення церкви.
- 12 червня 2020 року, відповідно з розпорядження Кабінету Міністрів України № 712-р «Про визначення адміністративних центрів та затвердження територій територіальних громад Закарпатської області», Порошківська сільська рада об'єднана з Тур'є-Реметівською сільською громадою Перечинського району.
- 19 липня 2020 року, в результаті адміністративно-територіальної реформи та ліквідації Перечинського району, село увійшло до складу новоутвореного Ужгородського району[5].

## Населення
Станом на 1989 рік в селі проживали 354 особи, серед них — 168 чоловіків і 186 жінок.
За даними перепису населення 2001 року у селі проживали 353 особи. Рідною мовою назвали:
| Мова       | Кількість осіб | Відсоток |
| ---------- | -------------- | -------- |
| українська | 340            | 96,32 %  |
| циганська  | 12             | 3,40 %   |
| інші       | 1              | 0,28 %   |

## Туристичні місця
В селі знаходяться:
- Садиба для відпочинку «Хуторок». Побудована у 2016 році з екологічних матеріалів (глини). Завдяки цій садибі Мокру почали відвідувати туристи. Садиба «Хуторок» розташована на околиці села.
- Храм Вознесіння Господнього (1983).
- Храм св. Петра і Павла (1999).